# Жан Мишел Атлан
Жан Мишел Атлан (фр. Jean-Michel Atlan; Константин, 23. јануар 1913 — Париз, 12. фебруар 1960) је био француски уметник.
Рођен у Константину, у Алжиру, сели се у Париз године 1930. Студира филозофију на универзитету у Сорбони. У уметности постаје самоук и почиње њоме да се бави 1941. Бива ухапшен године 1942, због своје политичке активности и зато што је Јеврејин. Глуми лудило и шаљу га у санаторијум „Свете Ане“ (Sainte Anne asylum). Касније издаје своју књигу поезије, а 1944. први пут излаже у галерији на изложби слика. Године 1946. упознаје Асгер Јорна који га упознаје са авангардним уметничким покретом „КОБРА“. Његов студио касније постаје главно место окупљања чланова групе.
Године 1955. излаже у галерији Карпентер (Gallerie Carpenter). Тада бивају изложена и два његова најпознатија рада Le Kahena, и Composition.